# Пеещи скали
Пеещи скали е името на един от деветте резервата разположени на територията на Национален парк Централен Балкан, България.

## Основаване и статут
Обявен е за резерват с обща площ 1465,7 хектара със Заповед No.502 на Комитета за опазване на природната среда при Министерски съвет от 11.07.1979 година, с цел опазването на разнообразните скални образувания и на вековните букови гори, които се намират на територията му. Създаването на резервата е подкрепено от Института по екология към БАН. Заедно със създаването на резервата е създадена и комисия за опазване на околната среда към Министерския съвет. Одобряването на предложението за създаване на резерват Пеещи скали е първото решение на новосъздадената комисия. Първоначалното предложение е за защитена територия с площ над 2000 хектара, както и на обширна буферна зона с площ над 1300 хектара, но впоследствие територията е намалена.

## Име
Името на резервата е избрано от природозащитника Жеко Спиридонов. Резерватът е наречен така, поради характерните скални образувания, които са разположени в източните части на Калоферската планина, които при силен вятър издават интересен звук.

## Местоположение
Пеещи скали обхваща целия водосборен басейн на река Росица, която е най-големият ляв приток на река Янтра, както и части от землищата на селата Стоките и Кръвеник, в община Севлиево.

## Флора
От основно значение за резервата са районите от алпийския и субалпийския растителен пояс, които тук са добре представени. Среща се характерна пасищна и храстова растителност, която покрива най-високите части на защитената територия.
Пеещи скали е типичен горски резерват. Вековни букови гори на възраст над 150 години покриват обширни територии в среднопланинския пояс. На места тези гори са примесени с видовете ела, която се среща в по-високите части на планината, явор, ясен, офика и габър.
Най-обширните горски територии от друг дървесен вид освен бука са еловите горски масиви, които покриват резервата във високопланинския пояс. В най-високите части преобладават обширни тревни площи, както и храстова растителност, представена предимно от видовете черна боровинка, червена боровинка, хвойна, тинтява и други.

## Фауна
Животинският свят е изключително богат. Много голям е броя на животните, включени в списъци на редки или застрашени от изчезване животни. Това е и една от основните причини да бъде създаден резервата – опазването на редките животински видове в източната част на парк Централен Балкан. От установените в Пеещи скали животни в Червената книга на България присъстват видовете кафява мечка, златка, дива коза, скален орел, черен кълвач и белогръб кълвач. Други животни, които могат да се видят в резервата са сърна, благороден елен, дива свиня и други.
В миналото разпространена е била и дивата котка, но вследствие човешката намеса размерът на популацията на този вид е намаляла.